# Az Amerikai Egyesült Államok Capitoliuma
A Capitolium (ejtsd: kapitólium, angolul United States Capitol) az Amerikai Egyesült Államok Kongresszusa, a szövetségi kormányzat törvényhozó ágának székhelye. Washington DC-ben van (Columbia Kerület), a Capitolium-dombon (Capitol Hill), a National Mall nevű nagy park keleti végén. Az amerikai nép és az amerikai törvényhozás szimbóluma, egyúttal egy jelentős amerikai művészeti kiállításnak is otthont ad.

## Földrajzi helyzete
Bár nem a kerület földrajzi középpontja, itt találkoznak a várost négy kvadránsra osztó tengelyek. Hivatalosan a Capitolium keleti és nyugati oldala is első homlokzat, de a keleti oldal volt az épületnek az az oldala, ahová a vendégek és az előkelőségek érkeztek.

## Története
Tervezője William Thornton volt. 1793-ban kezdték építeni, a Kongresszus először 1800. november 17-én ülésezett itt, az építkezés azonban még folytatódott. Az 1850-es években az épületet jelentősen bővítették. 1909-ben a Capitoliumnak még saját földalatti vasútja is létesült, amely az épületet a környező képviselői irodaházakkal köti össze. Ezt korszerűsítve máig használják.
Az összehangolt 2001. szeptember 11-ei terrortámadások egyik feltételezhető célpontja volt, de az eltérített United 93-as járat 15 percnyire Washingtontól, Pennsylvaniában egy mezőn a földbe csapódott, miután az utasok fellázadtak a géprablók ellen. Más feltételezések szerint a célpont a Fehér Ház lett volna.
2021. január 6-án Donald Trump amerikai elnök követői betörtek a Capitoliumba. Ennek köszönhetően lezárták a Capitolium épületeit. Több szenátusi vezetőt evakuáltak az épületből (többek között Mike Pence alelnököt és Nancy Pelosit, a Képviselőház elnökét) és több dolgozó az irodájába zárkózott. Öten életüket vesztették, többen megsérültek.

## Az épület
Magassága 88 méter, területe 775 000 négyzetláb, azaz 72 000 m², ebből a látogatócentrum 580 000 négyzetláb.

## Látogatása
Látogatócentruma a vasárnapot kivéve egész héten nyitva áll (8.30 és 16.30 közt), ingyenesen látogatható egyénileg, vagy szervezett túra keretében. A Szenátus és a Képviselőház galériái nyitottak a látogatók előtt, amikor a testületek üléseznek.

## Fordítás
- Ez a szócikk részben vagy egészben  az   United States Capitol című angol Wikipédia-szócikk ezen változatának fordításán alapul.  Az eredeti cikk szerkesztőit annak laptörténete sorolja fel. Ez a jelzés csupán a megfogalmazás eredetét és a szerzői jogokat jelzi, nem szolgál a cikkben szereplő információk forrásmegjelöléseként.